# 即使如此世界依然美麗
《即使如此世界依然美麗》（日語：それでも世界は美しい），是日本漫畫家椎名橙的漫畫作品，於2012年2月開始在「花與夢」上連載至2020年8月。單行本方面在日本共發行25卷，台灣中文版6卷（由白泉社受權予台灣尖端出版代理，限台灣發行販售），中國大陸則尚未代理。本作動畫於2014年4月5日開始在日本NTV各電視台播放。

## 故事
雨之公國的第四王女（公主）妮可（ニケ）擁有呼風喚雨的特殊能力。某日，晴之王國來信表示可承認雨之公國為特殊自治區，交換條件是須與雨之公國的公主締結婚姻。雖然本人不願意，但為了國家前途著想，妮可咬著牙嫁給了晴之王國的太陽王里維斯一世（リヴィウス）。
妮可雖曾聽聞過里維斯一世即位三年就達成了征服世界的偉業，甚至被封了「世界王」的榮譽，但她卻沒想到這位大名鼎鼎的太陽王居然是個比自己年幼的男孩。妮可嫁至晴之王國後，這位太陽王時常因為一些莫名其妙的理由要求她降雨，這也讓妮可感到非常不滿，但隨著兩人一同渡過許多危機，彼此間的信賴及感情也逐漸加深。於是，一場光與雨的戀愛故事就此拉開了序幕......

## 登場人物

### 晴之王國

#### 主要角色
妮可·魯梅露希耶（Nike Rumerushie，CV：前田玲奈）
本作的女主角。為位於東方貧窮的鎖國國家「雨之公國」的第四公主，為四位公主中最年幼的一位。有著活潑不擺架子的平民少女個性，一雙碧綠的眼睛與一頭橘色頭髮。為了換取自己國家的自治權，作為太陽王的妻子嫁至晴之王國。包括妮可在內的雨之公國皇室一族皆擁有操縱天氣的特殊能力，特別是「降雨」的能力最為知名。最初，因為妮可的強烈反抗與太陽王的高傲態度使得結婚儀式遲遲無法進行，但後來兩人在相處過後漸漸彼此瞭解與接納，甚至彼此都成為對方心中重要的存在。雖然平日的妮可總是像個平民女孩一般跑跑跳跳，但在正式場面露面時，仍能表現得落落大方。剛嫁入晴之王國時，妮可就被冠上「野猴子般的公主」的稱號，但經過精心打扮之後的妮可卻出落得十分氣質，就連太陽王也看傻了眼。雖貴為「世界王之妻」且為一國之公主，妮可卻一點也不高傲，親善的態度也讓她成功獲得廣大平民百姓的強烈支持與愛戴，受歡迎的程度甚至超過太陽王里維斯一世。
妮可與太陽王對話時從不用敬語，兩人時常像小孩子一般拌嘴。由於妮可這樣一個與公主身分不相符的性格，加上與太陽王的身高差、年齡差，導致許多貴族與同盟國的大使們皆以「會使用『妖術』的從遠方落後鄉下國家來的野猴子一般的公主」蔑稱並加以嘲笑。
里維斯（Rivuiusu Oruvuinusu Ifurikia，CV：島崎信長、幼年：工藤晴香）
本作的男主角。為晴之王國的太陽王「里維斯一世」。愛稱是「里維」。雖為即位短短三年便征服了全世界的世界王，但年齡卻只有12歲（動畫版本為15歲）。漫畫中擁有黑色的雙眼與頭髮，動畫中則為深藍色雙眼。因為「想親眼見到雨」這樣的理由，要求雨之公國指派一位公主與其締結婚姻。幼年時的里維斯原是一位對王位毫無興趣，只想帶著下層階級出身的母親逃離皇宮平靜生活的孩子，但母親被暗殺後，里維斯便成了一位冷血殘酷的君主。母親死後，里維斯過著每晚只要沒有安眠藥便無法入睡的日子，但自從妮可嫁至晴之王國後，里維斯每晚半夜都偷偷潛入妮可的房間同床共眠，並都能夠不需服用安眠藥而安心的睡著。當然每早妮可發現里維斯躺在她的床上時都會發火。在睡覺的時候習慣赤裸著全身。
尼爾（Niru，CV：杉田智和）
在晴之王國裡擔任太陽王身邊貼身首席祕書官，協助里維處理各種大大小小的國務，是一個好幫手。在妮可剛嫁入晴之王國時，說妮可是「野猴子般的公主」，後來在與妮可的對話中說道「妮可殿下就像是里維斯殿下的精神安定劑」。教育方式為斯巴達式的教育，里維與妮可都非常懼怕他的斯巴達教育與嚴厲的翹課懲罰。比起其他貴族對妮可的蔑視態度，尼爾是非常關心與擔心妮可的。
巴爾德文·西西魯·伊夫利基亞（Barudouin Shishiru Ifuriki，CV：櫻井孝宏）
晴之王國先王的弟弟，里維的叔父。作中唯一與里維有血緣關係而且在世的人物。喜歡里維的母親，曾經因為保護不了自己在乎的人而感到絕望，因此周遊列國，但最後還是回到里維的身邊作回使臣。愛稱是「巴爾德」。

#### 神官廳
拉尼·亞利斯特斯（Rani Arisutesu，CV：浪川大輔）
初登場於第四話，為神官廳的神官之一。對異民族的希拉所誕下的孩子太陽王「里維斯一世」抱有敵意，也對里維斯上任後肅清神官廳一事非常不諒解。表面上讓妮可參加「黑暗重生」儀式，實是計畫在地下神殿中暗殺妮可，然此次的行動卻因為里維斯一世而失敗。在被稱作「日輪交換」的訂婚儀式上承認自己的造反罪並做好死的覺悟，被妮可和里維斯以「承認婚約」為交換條件，赦免了他的死罪。
拉尼·雷亞達（Rani Reata，CV：竹口安藝子）
初登場於第五話，為神官廳的女神官之一。代替生病的大神官主持妮可和里維斯的被稱作「日輪交換」的訂婚儀式。對於里維斯上任後肅清神官廳一事，認為並非是里維斯苛政，而是出自於神官廳自身犯下的錯誤。在「日輪交換」的訂婚儀式後，從大神官那裡取得了婚約認可。
小拉尼·泰晤士（Ko Rani Teusu，CV：白井悠介）
初登場於第四話，為神官廳的神官之一。妮可變裝後進入神官廳時，看見其憤怒的舉起手杖準備痛打在神官廳打雜的少女「蘿莎」（由於蘿莎失手將容器中的液體灑到了小拉尼的法衣），妮可上前阻擋，小拉尼正打算連妮可一同教訓時，被拉尼·亞利斯特斯阻止了。
蘭達（Randa，CV：大西健晴）
初登場於第五話，為神官廳的神官之一。被拉尼·亞利斯特斯指派為暗殺妮可的刺客之一，攻擊妮可時被里維斯擊倒，臉因而受傷，有一道被刀劃過的痕跡。在「日輪交換」的訂婚儀式上因為妮可使用魔法將光環套在太陽上（也就是現在所說的日暈）內心因而產生動搖，於是在慌亂之下無意間在訂婚典禮上面前暴露了在地下神殿中的暗殺計畫。

#### 四神之聲
里維斯（Rivuiusu Oruvuinusu Ifurikia，CV：島崎信長、幼年：工藤晴香）
见“里维斯”
雷厄姆·博丹（Graham Vuodan，CV：池田秀一）
初登場於第二話。战略之神，以无損一兵一卒攻略宙斯岛而广为人知。
艾伦·盖茨比（Allen Catesby，CV：二又一成）
初登場於第二話。兵器之神，其他国家至今都還在摸索如何調配火藥。
文森特·拉德克里夫（Vincent Ratcliffe，CV：富田耕生）
初登場於第二話。人脉廣布全世界，不論黑白两道所有组织都要敬他三分。

#### 其他角色
希拉（Shira，CV：潘惠子）
太陽王里維斯一世的親生母親。為先王（即里維斯的父親）的側室，異民族出身，被視為下層階級的人。三年前被人暗殺，從此改變了里維斯一世的一生。死前留下了一枚戒指，並表明希望里維斯將這枚戒指贈與真正想要珍惜保護的人，之後里維斯將此枚戒指送給了妮可。
蘭蘭（Ranra，CV：青木瑠璃子）
負者妮可生活起居的侍女之一。
蘇尼（Sunil，CV：大塚瑞惠）
負者妮可生活起居的侍女之一。
米琪雅（Mikia，CV：佐武宇绮）
負者妮可生活起居的侍女之一。
賈伊奈（Jiya ina，CV：乃村健次）
皇宮里的一名廚師。
蘿莎（Rosa，CV：井口裕香）
初登場於第四話。一時失手將盛有液體的容器打破而將液體灑到神官小拉尼身上，正要被小拉尼教訓時被妮可所救。之後帶領妮可至一所里維斯出資建造的孤兒院，並告訴她：「因為有您，里維斯一世殿下改變了。光是這樣，在我們看來，您就已經足夠有做王妃的資格了。」

### 雨之公國
米拉·魯梅露希耶（Mira Rumerushie，CV：伊瀨茉莉也）
第一公主。妮可的姊姊。
妮雅·魯梅露希耶（Nia Rumerushie，CV：茅野愛衣）
第二公主。妮可的姊姊。
卡拉·魯梅露希耶（Kara Rumerushie，CV：寺崎裕香）
第三公主。妮可的姊姊，希望照著自己的意識選擇自己的路。曾幫助過里維。
妮可·魯梅露希耶（Nike Rumerushie，CV：前田玲奈）
见“妮可·魯梅露希耶”
特哈罗/旁白（Tohara/narration，CV：横山智佐）
雨之公国的前公王，是妮可的婆婆大人，同时也是教她唱歌的人。拥有操控风雨雷电的力量。认为妮可不应该和人类世界的王结合，担心她的力量会被滥用。
伊萊赫·魯梅露希耶（Iraha Rumerushie，CV：富澤美智惠）
現任公王王妃，美人。妮可的母親。身體虛弱，平常臥病在床。
提提魯·魯梅露希耶（Teteru Rumerushie，CV：櫻井敏治）
現任公王。雖然是公王，但是只是掛名的。真正的實權在特哈罗手上。妮可的父親。
齊托拉（Kitora，CV：近藤孝行、幼年：小林真麻）
妮可的表哥，從小失去雙親，由婆婆養大。崇拜妮可。

### 湖之王國
阿瑪露娜·路伊拉薩耶（CV：松岡由貴）
第一公主。愛稱為「露娜」。里維斯的青梅竹馬並自稱是未婚妻。
小時候因為害怕里維的轉變，因此銷聲匿跡三年，但因為聽說里維要結婚，所以趕回來找妮可挑戰，最後承認妮可對里維的感情。
孟菲斯
第一王子。露娜的哥哥。是一名研究者。
泰貝
第二王子。露娜的哥哥。
阿克妮

### 砂之王國
伊拉达·奇·艾克
第一皇太子。因脾气暴躁又性情激烈被称为雷帝。愛慕妮可

## 特定用語與專有名詞解釋
晴之王國
太陽王里維斯一世所統治的國家。正如其名，晴之王國終年陽光明媚，幾乎不曾下雨，水源供給皆仰賴現代化的輸水系統。妮可曾表示晴之王國的陽光太過於刺眼，且空氣也乾燥得不成樣子。
晴之王國的太陽王，里維斯一世，即位三年便統一了世界，並併吞了許多國家。太陽王給予雨之公國自治權，晴之王國與湖之王國為同盟國。
雨之公國
妮可出身的國家，位於東方的貧瘠小國。該國王族擁有操縱大氣藉以改變天候的能力，尤以「降雨」的能力最為知名。妮可是該國的四公主。
湖之王國
為晴之王國的同盟國。湖之王國的第一公主「阿瑪露娜·路伊拉薩耶」為晴之王國的太陽王里維斯的青梅竹馬。

## 單行本
| 冊數 | 白泉社         | 白泉社                 | 尖端出版      | 尖端出版          |
| 冊數 | 發售日期       | ISBN                   | 發售日期      | EAN               |
| ---- | -------------- | ---------------------- | ------------- | ----------------- |
| 1    | 2011年12月20日 | ISBN 978-4-08-859877-2 | 2014年4月8日  | EAN 4717702260095 |
| 2    | 2012年6月20日  | ISBN 978-4-592-19472-9 | 2014年5月12日 | EAN 4717702260651 |
| 3    | 2012年12月20日 | ISBN 978-4-592-19473-6 | 2014年8月14日 | EAN 4717702262174 |
| 4    | 2013年4月19日  | ISBN 978-4-592-19474-3 | 2014年9月23日 | EAN 4717702262556 |
| 5    | 2013年8月20日  | ISBN 978-4-592-19475-0 | 2015年1月23日 | EAN 4717702264819 |
| 6    | 2014年1月20日  | ISBN 978-4-592-19476-7 | 2015年5月25日 | EAN 4717702266592 |
| 7    | 2014年4月18日  | ISBN 978-4-592-19477-4 |               |                   |
| 8    | 2014年9月19日  | ISBN 978-4-592-19478-1 |               |                   |
| 9    | 2015年1月20日  | ISBN 978-4-592-19479-8 |               |                   |
| 10   | 2015年6月19日  | ISBN 978-4-592-21570-7 |               |                   |
| 11   | 2015年10月20日 | ISBN 978-4-592-21571-4 |               |                   |
| 12   | 2016年2月19日  | ISBN 978-4-592-21572-1 |               |                   |
| 13   | 2016年6月20日  | ISBN 978-4-592-21573-8 |               |                   |
| 14   | 2016年10月20日 | ISBN 978-4-592-21574-5 |               |                   |
| 15   | 2017年2月20日  | ISBN 978-4-592-21575-2 |               |                   |
| 16   | 2017年6月20日  | ISBN 978-4-592-21576-9 |               |                   |
| 17   | 2017年11月20日 | ISBN 978-4-592-21577-6 |               |                   |
| 18   | 2018年2月20日  | ISBN 978-4-592-21578-3 |               |                   |
| 19   | 2018年6月20日  | ISBN 978-4-592-21579-0 |               |                   |
| 20   | 2018年10月19日 | ISBN 978-4-592-21580-6 |               |                   |
| 21   | 2019年2月25日  | ISBN 978-4-592-21325-3 |               |                   |
| 22   | 2019年6月25日  | ISBN 978-4-592-21637-7 |               |                   |
| 23   | 2019年10月23日 | ISBN 978-4-592-21638-4 |               |                   |
| 24   | 2020年5月20日  | ISBN 978-4-592-21639-1 |               |                   |
| 25   | 2020年8月20日  | ISBN 978-4-592-21640-7 |               |                   |

## 電視動畫

### 製作人員
- 原作：椎名橙（白泉社「花與夢」連載）
- 監督：龜垣一
- 系列構成：藤田伸三
- 角色設計、總作畫監督：夘野一郎
- 畫面設計：田中比呂人
- 道具設計：早川加壽子
- 美術監督：松岡聰、小關睦夫
- 美術：清水友幸
- 色彩設計：北澤希實子
- 攝影：松本敦穗
- 編輯：坂本雅紀
- 音樂：山下康介
- 音樂製作人：山田慎也
- 音響監督：浦上靖之、浦上慶子
- 製片人：中谷敏夫、進藤友博、佐佐木、大島由香、石原史朗
- 動畫製作人：松井將司
- 動畫製作：Studio Pierrot
- 製作著作：王室會報誌編集部（日本電視台、VAP、白泉社、Pierrot）

### 主題曲
片頭曲「BEAUTIFUL WORLD」
作詞：小池渚安奈、SpiralS，作曲：hirao（SpiralS），編曲：mukai（SpiralS），主唱：小池渚安奈
在第7集作為插入歌。
片尾曲「PROMISE」
作詞：YUKAKO，作曲、編曲：瀨川浩平，主唱：前田玲奈
插曲
「〜Beautiful Rain〜」（第2－10話）
作詞：渡邊夏美，作曲、編曲：坂本裕介，主唱：妮可·魯梅露希耶（前田玲奈）
「〜Beautiful Rain〜（orchestra version）」（第6、12話）
作詞：渡邊夏美，作曲：坂本裕介，編曲：山下康介，主唱：妮可·魯梅露希耶（前田玲奈）
（第12話）
作詞・作曲・編曲：山下康介，主唱：特哈羅・魯梅露希耶（横山智佐）

### 各話列表
| 話數   | 日文標題        | 中文標題        | 劇本     | 分鏡       | 演出       | 作畫監督                                                        | 總作畫監督               |
| ------ | --------------- | --------------- | -------- | ---------- | ---------- | --------------------------------------------------------------- | ------------------------ |
| 第1話  |                 | 晴之大國        | 藤田伸三 | 龜垣一     | 龜垣一     | 淺野直之                                                        | 夘野一郎                 |
| 第2話  |                 | 雨之公主        | 藤田伸三 | 高木弘樹   | 高木弘樹   | 佐藤綾子                                                        | 鈴木陽子 夘野一郎        |
| 第3話  |                 | 關白宣言        | 藤田伸三 | 朝倉       | 田中智也   | 山崎健志 菅野智之 三井壽                                        | 松崎正 夘野一郎          |
| 第4話  | Ring of tales ① | Ring of tales ① | 高木聖子 | 小高義規   | 小高義規   | 富田美文                                                        | 辻美也子                 |
| 第5話  | Ring of tales ② | Ring of tales ② | 高木聖子 | 龜垣一     | 城所聖明   | 鈴木陽子                                                        | 夘野一郎                 |
| 第6話  | Call my name    | Call my name    | 藤田伸三 | 遠藤正明   | 駒屋健一郎 | 菊池聰延 清水勝祐 北原章雄                                      | 松崎正 山中純子 夘野一郎 |
| 第7話  | Wild waltz      | Wild waltz      | 高木聖子 | 高木弘樹   | 高木弘樹   | 窪詔之、桝田浩史 富田美文                                       | 辻美也子                 |
| 第8話  |                 | 避雨            | 高木聖子 | 田頭忍     | 田中智也   | 山崎健志 菅野智之 三井壽                                        | 夘野一郎 辻美也子        |
| 第9話  |                 | 雨之公國        | 藤田伸三 | 關谷真實子 | 關谷真實子 | 佐藤綾子 鈴木陽子                                               | 鈴木陽子 夘野一郎        |
| 第10話 |                 | 正確的國家      | 藤田伸三 | 遠藤正明   | 小高義規   | 松崎正、富田美文 遠藤正明、辻美也子                             | 辻美也子 松崎正 鈴木陽子 |
| 第11話 |                 | 呼嘯而去的風    | 藤田伸三 | 田頭忍     | 佐藤光     | 菊池聰延、古賀誠 鈴木陽子                                       | 辻美也子 松崎正 夘野一郎 |
| 第12話 |                 | 歸來            | 藤田伸三 | 龜垣一     | 龜垣一     | 夘野一郎、桝田浩史 遠藤正明、山中純子 鈴木陽子、辻美也子 松崎正 | 夘野一郎                 |

### 播放電視台
日本深夜動畫：下文記載的日本国内播放時間使用日本標準時間（UTC+9）表示。因為部分時間标识會採用30小时制，因此請留意这类超过24:00的时间，其實際播放時間為翌日清晨。
| 播放地區   | 播放電視台   | 播放日期              | 播放時間（UTC+9）                | 所屬聯播網          | 備註 |
| ---------- | ------------ | --------------------- | -------------------------------- | ------------------- | ---- |
| 關東廣域圈 | 日本電視台   | 2014年4月5日－6月28日 | 星期六 26時20分－26時50分        | 日本電視網          |      |
| 日本全國   | 萬代頻道     | 2014年4月11日－7月4日 | 星期五 12時00分 更新             | 網路電視            |      |
| 日本全國   | NICONICO動畫 | 2014年4月11日－7月4日 | 星期五 12時00分 更新             | 網路電視            |      |
| 福岡縣     | 福岡放送     | 2014年4月14日－       | 星期一 25時59分－26時29分        | 日本電視網          |      |
| 北海道     | 札幌電視台   | 2014年4月15日－       | 星期二 26時04分－26時34分        | 日本電視網          |      |
| 中京廣域圈 | 中京電視台   | 2014年4月17日－       | 星期四 26時52分－27時22分        | 日本電視網          |      |
| 兵庫縣     | SUN電視台    | 2014年4月21日－       | 星期一 25時30分－26時00分        | 獨立UHF局           |      |
| 日本全國   | BS日本       | 2014年4月22日－       | 星期二 26時30分－27時00分        | 日本電視網 衛星電視 |      |
|            |              |                       |                                  |                     |      |
| 中國大陸   | 爱奇艺       | 2014年4月6日－        | 星期日 13時－15時 更新 （UTC+8） | 網路電視            |      |

## 外部連結
- 椎名橙《即使如此世界依然美麗》動畫化決定！！！ （页面存档备份，存于） - 白泉社公式網站（日語）
- 即使如此世界依然美麗｜日本電視台 （页面存档备份，存于）（日語）
- 動畫『即使如此世界依然美麗』的X（前Twitter）（日語）

網路直播
- 即使如此世界依然美麗 - NICONICO頻道：動畫 （页面存档备份，存于）（日語）
- 「即使如此世界依然美麗」 | 【動畫】BANDAI Channel （页面存档备份，存于）（日語）
- 即使如此世界依然美麗 - GyaO!store（日語）
- 尽管如此世界依然美丽 - 爱奇艺 （页面存档备份，存于）（简体中文）